# 太和镇 (社旗县)
太和镇，是中华人民共和国河南省南阳市社旗县下辖的一个乡镇级行政单位。

## 行政区划
太和镇下辖以下地区：
刘集村、范楼村、马埂村、闫店岗村、宋庄村、后赵村、余沟村和云岭村。